# American Sniper
American Sniper är en amerikansk biografisk krigsdramafilm från 2014, regisserad av Clint Eastwood och skriven av Jason Hall. Filmen är baserad på boken med samma namn av Chris Kyle och bygger på den sanna historien om när Kyle tjänstgjorde under Irakkriget som prickskytt i fyra tjänstgöringsperioder och när han blev känd som den prickskytt som dödat störst antal fiender av alla i den amerikanska arméhistorien. Filmen slutar 2 februari 2013, dagen när Kyle dödades. Bradley Cooper spelar huvudrollen som Kyle, och är även en av filmens producenter, och Sienna Miller spelar hans hustru Taya Kyle.
Vid Oscarsgalan 2015 nominerades filmen till sex Oscars, inklusive för Bästa film, Bästa manliga huvudroll för Cooper, Bästa manus efter förlaga, Bästa ljud och Bästa klippning. Den vann priset för Bästa ljudredigering.

## Rollista
- Bradley Cooper - Chris Kyle
- Sienna Miller - Taya Renae Kyle
- Luke Grimes - Marc Lee
- Jake McDorman - Ryan "Biggles" Job
- Cory Hardrict - "D" / Dandridge
- Kevin Lacz - "Dauber" / Sig själv
- Navid Negahban - Shejk al-Obeidi
- Keir O'Donnell - Jeff Kyle
- Sammy Sheik - Mustafa
- Mido Hamada - Amir Khalaf Fanus / Slaktaren
- Max Charles - Colton Kyle
- Kyle Gallner - Goat-Winston
- Sam Jaeger - Löjtnant Martin
- Eric Close - DIA-agent Snead
- Eric Ladin - "Squirrel" / Case
- Rey Gallegos - Tony
- Brian Hallisay - Kapten Gillespie
- Ben Reed - Wayne Kyle
- Elise Robertson - Debby Kyle
- Marnette Patterson - Sarah
- Leonard Roberts - Instruktör Rolle
- Vincent Selhorst-Jones - Eddie Ray Routh (krediterad som "Veteran at Truck")

## Utmärkelser
| Utmärkelse                   | Kategori                   | Mottagare                                                                 | Resultat  |
| ---------------------------- | -------------------------- | ------------------------------------------------------------------------- | --------- |
| Oscar                        | Bästa ljudredigering       | Alan Robert Murray, Bub Asman                                             | Vann      |
| Oscar                        | Bästa film                 | Clint Eastwood, Robert Lorenz, Andrew Lazar, Bradley Cooper, Peter Morgan | Nominerad |
| Oscar                        | Bästa manliga huvudroll    | Bradley Cooper                                                            | Nominerad |
| Oscar                        | Bästa manus efter förlaga  | Jason Hall                                                                | Nominerad |
| Oscar                        | Bästa ljud                 | John T. Reitz, Gregg Rudloff, Walt Martin                                 | Nominerad |
| Oscar                        | Bästa klippning            | Joel Cox, Gary Roach                                                      | Nominerad |
| BAFTA Awards                 | Bästa manus efter förlaga  | Jason Hall                                                                | Nominerad |
| BAFTA Awards                 | Bästa ljud                 | Walt Martin, John T. Reitz, Gregg Rudloff, Alan Robert Murray, Bub Asman  | Nominerad |
| Critics' Choice Movie Awards | Bästa manliga skådespelare | Bradley Cooper                                                            | Vann      |
| Critics' Choice Movie Awards | Bästa actionfilm           | American Sniper                                                           | Nominerad |